# RedR
RedR (произносится как Red R) — международная неправительственная организация, чья заявленная миссия — «перестроить жизнь в случае стихийных бедствий через образование, оказание поддержки и предоставление сотрудников гуманитарных программ по оказанию помощи во всем мире». Изначально RedR — аббревиатура в регистре инженеров для ликвидации последствий стихийных бедствий. Основана в 1980 году в Великобритании Питером Гатри (англ. Peter Guthrie).
RedR обеспечивает подготовку организаций, занимающихся гуманитарной помощью, и их сотрудников, что позволяет им реагировать на потребности пострадавших от катастроф эффективно и безопасно. В целях улучшения будущих мер, RedR фокусируется на наращивании потенциала и уменьшения опасности бедствий для общин, пострадавших от природных и техногенных катастроф. RedR предоставляет бесплатную службу технической поддержки для всех организаций по оказанию помощи и сотрудников гуманитарных организаций по всему миру. В службах технической поддержки занято более 150 специалистов в различных областях, которые стремятся реагировать на любой запрос в течение 24-48 часов.
RedR Великобритания является частью федерации национальных аккредитованных организаций RedR (в Австралии, Канаде, Индии, Малайзии, Новой Зеландии и ЮАР), которые разделяют общее видение и миссию.

## История

### 1980-е годы
RedR была основана в Лондоне в 1980 году инженером Питером Гатри. По совету главного инженера Оксфэм Джима Ховарда, Оксфэм дали начальное финансирование, и RedR был официально зарегистрирован в качестве благотворительной организации.
В 1985 году RedR столкнулись с первой крупной задачей — голодом в Эфиопии; значительное число членов RedR работали на программах по оказанию помощи в Эфиопии и соседнему Судану.
В 1988 году старшая дочь короля, принцесса Анна, стала президентом RedR UK, и занимает этот пост до настоящего времени (май 2014 года).

### 1990-е годы
В 1991 году в RedR Великобритания началась программа подготовки и обучения волонтёров. RedR Австралия была основана в следующем году.
В 1994 году разразился геноцид в Руанде, в решении гуманитарных проблем которого приняли участие волонтёры организации; в этом же году появилась RedR Новая Зеландия (на сайте RedR Великобритания указан 1992 год). В 1995 году было опубликовано руководство «Инжиниринг в чрезвычайных ситуациях: Практическое руководство для спасателей» (англ. Engineering in Emergencies: A Practical Guide for Relief Workers) членов RedR Яна Дэвиса (англ. Jan Davies) и Роберта Ламберта (англ. Robert Lambert).
В 1998 году RedR запустила бесплатную онлайн-службу технической поддержки для спасателей, а в следующем году появился первый региональный учебный курс — менеджмент безопасности (англ. Security Management) в Тиране, Албания.

### 2000-е годы
В 2003 году RedR объединилась с Международной биржей здравоохранения (англ. International Health Exchange, IHE), организации, которая занималась вербовкой работников здравоохранения для ликвидации последствий зарубежных чрезвычайных ситуаций и улучшала их подготовку. RedR впервые начал реализовывать программы и открыл офис в Восточной Африке.
В 2005 году после землетрясения и цунами в Индийском океане 2004 года RedR запустил программу в Шри-Ланке и начал аналогичную программу в Пакистане после землетрясения 2005 года. В том же году RedR создала программу в Дарфуре, Судан, в ответ на гражданскую войну в стране, и подготовила 4000 национальных и международных гуманитарных работников в течение следующих пяти лет.

### 2010-е годы
После землетрясения на Гаити в 2010 году, RedR создала программу и обучила 1000 работников для оказания помощи; 91 % слушателей были гражданами Гаити.
В 2011 году RedR создала программу в Южном Судане, чтобы помочь бороться с продолжающейся нестабильностью в регионе.